# Torrebeleña
Torrebeleña es una localidad española del municipio de Cogolludo, perteneciente a la provincia de Guadalajara, en la comunidad autónoma de Castilla-La Mancha. En 2017 contaba con 43 habitantes.

## Historia
Hacia mediados del siglo XIX, el lugar, por entonces con ayuntamiento propio, tenía contabilizada una población de 486 habitantes. La localidad aparece descrita en el decimoquinto volumen del Diccionario geográfico-estadístico-histórico de España y sus posesiones de Ultramar de Pascual Madoz de la siguiente manera:

TORRE DE VELEÑA: v. con ayunt. en la prov. de Guadalajara (5 leg.), part. jud. de Tamajon (3), aud. terr. de Madrid (14), c. g. de Castilla la Nueva, dióc. de Toledo (26). sit. en un alto en un barranco rodeado de cerros; su clima es frio, y las enfermedades mas comunes algunos tabardillos y fiebres intermitentes. Tiene 120 casas, la consistorial, cárcel, escuela de instruccion primaria frecuentada por 40 alumnos, dotada con 1,100 rs. y las retribuciones de los discípulos; una fuente de aguas gruesas y algo salitrosas: una igl. parr. (La Asuncion de Ntra. Sra.) matriz de las de Romerosa y Aleas. Confina el térm. con los de Veleña, Aleas, Romerosa, Montarron, Cerezo y Humanes; dentro de él se encuentran una fuente de buenas aguas y las ermitas de la Soledad y Ntra. Sra. del Cerro. El terreno, aunque escabroso en lo general, es de regular calidad; comprende dos montes encinares; le baña el r. Sorbe. caminos: los locales y los que dirigen á Cogolludo y Guadalajara, todos en mal estado por la aspereza del terreno. prod.: trigo, cebada, aceite, vino, legumbres, leñas de combustible y buenos pastos, con los que se mantiene ganado lanar, cabrio y vacuno; hay caza de liebres, conejos y perdices, y en el Sorbe se crian barbos y truchas. ind.: la agrícola y un molino harinero. pobl.: 110 vec., 486 alm. cap. prod.: 1.832,320. rs. imp.: 161,800. contr.: 7,500.
(Madoz, 1849, p. 70)

El municipio de Torrebeleña desapareció en 1971, al ser incorporado al de Cogolludo. En 2017 la localidad contaba con 43 habitantes empadronados.

## Demografía
| Gráfica de evolución demográfica de Torrebeleña entre 1842 y 1970 |
| |
| Población de derecho según los censos de población del INE Población de hecho según los censos de población del INEEntre el censo de 1981 y el anterior, este municipio desaparece porque se integra en el municipio Cogolludo |